# То није мој живот, то је само привремено
„То није мој живот, то је само привремено” је југословенски ТВ филм из 1985. године. Режирао га је Рајко Грлић а сценарио су написали Рајко Грлић и Дубравка Угрешић.

## Улоге
| Глумац                  | Улога |
| ----------------------- | ----- |
| Богдан Диклић           |       |
| Вања Драх               |       |
| Мира Фурлан             |       |
| Предраг Мики Манојловић |       |
| Дубравка Остојић        |       |
| Ксенија Пајић           |       |